# Инструктивна кларинетска литература
Инструкција (лат. Instructio), упутство, упућивање, поучавање, настава.
Инструктивну кларинетску литературу чине публикована дела која су саставили искусни педагози или афирмисани кларинетисти. Сврха и намена ове врсте литературе је да упућује, информише и обучава кларинетисте, те се као таква користи у педагошкој пракси - у музичким школама и на музичким студијима.

Тематика коју инструктивна кларинетска литература обрађује је преширока. Она може обухватати: историјски развој кларинета, теорију музике, разна упутства о техници дисања и даху, о амбажури, упутству за чување, негу и куповину кларинета; поуке о исправном држању инструмента и тела свирача, као и савете о начину вежбања, о избору и обради трске за кларинет; штимовање и гриф-табеле за тонове кларинета.
Инструктивна кларинетска литература се најчешће публикује у виду школа за кларинет, етида за кларинет, малих комада, дуета за кларинет, списа или штампаних брошура.  

Најпознатији аутори и ствараоци инструктивне кларинетске литературе у Србији су: Бруно Брун, Антон Еберст, Анте Гргин, Миленко Стефановић и Радивој Лазић.

## Везе
- Кларинетска литература у Србији
- Кларинетиста
- Инструктивна кларинетска литература[мртва веза]
- Прстореди тонова на кларинету
- Породица кларинета
- Нега и чување кларинета
- Трска за кларинет
- Штимовање кларинета
- Амбажура

## Остала извори
- Брун, Бруно: Избор малих комада, Просвета, Београд, 1953.
- Стефановић, Миленко: Лаки комади, Миливој Ивановић, Београд, 1970.
- Еберст, Антон: Концертни албум за кларинет и клавир, Нота, Књажевац, 1975.
- Лазић, Радивој: Ведри дани у музичкој школи, Савез друштава музичких и балетских педагога Србије, Београд, 1996.
- Лазић, Радивој: Распевани кларинет I - II, Завод за уџбенике и наставна средства, Београд, 1997.
- Лазић, Радивој - Перичић, Властимир: Лаки кларинетски дуети I и II, Београд, 1998.
- Лазић, Радивој - Перичић, Властимир: Романтични концерт у а-молу за кларинет и клавир, Београд, 2016.